# マージダ・エル・ルーミー
マージダ・エル・ルーミー（マージダ・ルーミー、マージダ・ッルーミー(フスハー) 、アラビア語:  ماجدة الرومي、、英語: Majida el Roumi、フランス語: Magida el Roumi、1956年12月13日 - ）は、レバノン出身の女性歌手。
メルキト・ギリシャ典礼カトリック信徒で音楽プロデューサー（ファイルーズなども指導した）父ハリーム・エル・ルーミーの長女としてベイルート南方のクファルシマに生まれる。
レバノン大学アラビア文学部卒業後、1977年にマロン典礼カトリック教会信徒の実業家と結婚、さらに歌手としてデビューした。
力強い歌い方など歌唱力、アラブ古典からポップな曲まで幅広いレパートリーから、レバノンをはじめアラブ世界では、ファイルーズに次ぐ世代の歌手として大御所の地位を築く。最大のヒットアルバムは1991年のカリマート（Kalimat、英語版Words、言葉）。1990年代初頭に来日した。2006年ホセ・カレーラスとの共演で世界的に知られた。2006年に離婚。
アラブ圏歌手としては珍しく大卒者で、哲学関係の書物を愛読するインテリでも知られる。現代アラブ詩人ニザール・カッバーニーとも親交があった。レバノン政治にも関心が強く、親西欧派の3月14日陣営を支持している。

## ディスコグラフィー
- Majida El Roumi (1977).
- Live Recordings (1982).
- And the Children (1983).
- Dawi Ya Amar (1987).
- Ya Saken Afkari (1988).
- カリマート(Kalimat) (1991).
- Ibhath Anni (1994).
- Rasa'el (1996).
- Ouhibbouka Wa Baad (1998).
- Cithare Du Ciel (Qitharat Al Sama') (2003).（アラビア語とシリア語のキリスト教ミサ曲集）
- Erhamni Ya Allah (2003).（アラビア語とシリア語のキリスト教ミサ曲集）
- E'tazalt El Gharam (2006).